# والتر جاي دونيلي
والتر جاي دونيلي (بالإنجليزية: Walter J. Donnelly)‏ هو دبلوماسي وقانوني أمريكي، ولد في 9 يناير 1896 في نيو هيفن في الولايات المتحدة، وتوفي في 14 نوفمبر 1970.

## وصلات خارجية
- والتر جاي دونيلي على موقع مونزينجر (الألمانية)